# Petr Franěk
Petr Franěk (* 6. April 1975 in Most, Tschechoslowakei) ist ein ehemaliger tschechischer Eishockeytorwart, der über viele Jahre in der tschechischen Extraliga aktiv war und zudem unter anderem für die Nürnberg Ice Tigers und Iserlohn Roosters in der Deutschen Eishockey Liga (DEL) spielte.

## Karriere
Die ersten Profi-Spiele seiner Karriere absolvierte Petr Franěk 1992 in seinem Heimatland beim HC Chemopetrol Litvinov. Im folgenden Jahr wurde er von den Québec Nordiques in der achten Runde als 205. beim NHL Entry Draft 1993 gezogen. Ein Jahr später wurde er beim CHL Import Draft 1994 vom Titan de Laval als insgesamt zehnter Spieler ausgewählt. Für beide Teams spielte er jedoch nie.
1996 Jahr wechselte er nach Nordamerika. Erst spielte er in der unterklassigen CoHL, aber noch in derselben Saison lief er in der IHL und bei den Hershey Bears in der AHL, für die er auch 1997/98 spielte, auf. Nach einer weiteren Saison 1998/99 bei den Utah Grizzlies und Las Vegas Thunder in der IHL kehrte er nach Europa zurück. Erstmals wechselte er in die DEL, und zwar zu den Nürnberg Ice Tigers, aber nach nur einer Spielzeit, in der die Franken als amtierender Vizemeister die Play-offs verpassten, wechselte er erneut nach Tschechien.
Dort hütete er erst drei Jahre lang das Tor des HC Becherovka Karlovy Vary, bevor er 2003 zu HC Slavia Prag wechselte. Doch in seinem vierten Jahr beim tschechischen Hauptstadt-Club war die sportliche Leitung zusehends unzufrieden mit seiner Leistung, weshalb sie Adam Svoboda als neue Nummer 1 verpflichteten. Daraufhin wurde sein Vertrag bei Slavia im Dezember 2006 aufgelöst und er heuerte bei den Iserlohn Roosters in der DEL an, bei denen er aber keinen neuen Vertrag für die Saison 2007/08 erhielt. Er wechselte anschließend wieder nach Tschechien zum HC Litvínov, für den er bis zum Ende der Saison 2013/14 aktiv war.
Im April 2014 musste er seine Karriere aufgrund einer Verletzung beenden.

### International
Im Juniorenbereich spielte Franěk bei der U18-Europameisterschaft 1993, als die Bronzemedaille gewonnen wurde, und der U20-Weltmeisterschaft 1994 für Tschechien.
1996 wurde Franěk für die A-Weltmeisterschaft nominiert, kam aber beim Gewinn der Goldmedaille durch die Tschechische Nationalauswahl nicht zum Einsatz.

## Erfolge und Auszeichnungen
- 1993 Bronzemedaille bei der U18-Junioren-Europameisterschaft
- 1996 Goldmedaille bei der Weltmeisterschaft mit Tschechien
- 1998 Teilnahme am AHL All-Star Classic
- 2004 Tschechischer Vizemeister mit dem HC Slavia Prag
- 2006 Tschechischer Vizemeister mit dem HC Slavia Prag

## DEL-Statistik
(Legende zur Torhüterstatistik: GP oder Sp = Spiele insgesamt; W oder S = Siege; L oder N = Niederlagen; T oder U oder OT = Unentschieden oder Overtime- bzw. Shootout-Niederlage; Min. = Minuten; SOG oder SaT = Schüsse aufs Tor; GA oder GT = Gegentore; SO = Shutouts; GAA oder GTS = Gegentorschnitt; Sv% oder SVS% = Fangquote; EN = Empty Net Goal; 1 Play-downs/Relegation; Kursiv: Statistik nicht vollständig)